# Liebenwalde
Liebenwalde è una città di 4 500 abitanti del Brandeburgo, in Germania.

Appartiene al circondario dell'Oberhavel.

## Società

### Evoluzione demografica
- Sviluppo della popolazione dal 1875 entro gli attuali confini (Linea Blu: Popolazione; Linea puntata: Confronto dello sviluppo della popolazione dello stato del Brandenburgo; Sfondo grigio: Ai tempi del governo nazista; Sfondo rosso: Al tempo del governo comunista)
- Sviluppo recente della popolazione (Linea blu) e previsioni

| Anno | Abitanti |
| ---- | -------- |
| 1875 | 4 152    |
| 1890 | 4 806    |
| 1910 | 5 314    |
| 1925 | 4 659    |
| 1933 | 4 937    |
| 1939 | 5 236    |
| 1946 | 6 716    |
| 1950 | 6 797    |
| 1964 | 6 089    |
| 1971 | 5 848    |
| 1981 | 5 354    |

| Anno | Abitanti |
| ---- | -------- |
| 1985 | 5 189    |
| 1989 | 5 134    |
| 1990 | 4 997    |
| 1991 | 4 883    |
| 1992 | 4 814    |
| 1993 | 4 719    |
| 1994 | 4 709    |
| 1995 | 4 741    |
| 1996 | 4 736    |
| 1997 | 4 693    |

| Anno | Abitanti |
| ---- | -------- |
| 1998 | 4 686    |
| 1999 | 4 670    |
| 2000 | 4 670    |
| 2001 | 4 692    |
| 2002 | 4 672    |
| 2003 | 4 661    |
| 2004 | 4 608    |
| 2005 | 4 582    |
| 2006 | 4 548    |
| 2007 | 4 497    |

| Anno | Abitanti |
| ---- | -------- |
| 2008 | 4 458    |
| 2009 | 4 390    |
| 2010 | 4 334    |
| 2011 | 4 275    |
| 2012 | 4 229    |
| 2013 | 4 191    |
| 2014 | 4 198    |
| 2015 | 4 261    |
| 2016 | 4 277    |
| 2017 | 4 284    |

| Anno | Abitanti |
| ---- | -------- |
| 2018 | 4 296    |
| 2019 | 4 309    |
| 2020 | 4 368    |

Fonti dei dati sono nel dettaglio nelle Wikimedia Commons..
Fonti dei dati sono nel dettaglio nelle Wikimedia Commons..

## Geografia antropica

### Suddivisioni amministrative
Liebenwalde si divide in 6 zone (Ortsteil), corrispondenti all'area urbana e a 5 frazioni:
- Liebenwalde (area urbana)
- Freienhagen
- Hammer
- Kreuzbruch
- Liebenthal
- Neuholland